# Western Automobile Company (Illinois)
Western Automobile Company war ein US-amerikanischer Hersteller von Automobilen aus Illinois.

## Unternehmensgeschichte
W. P. Hall und J. Sidney gründeten 1907 das Unternehmen in Chicago. 1908 begann die Produktion von Automobilen. Der Markenname lautete Western. Anfang 1908 stellte das Unternehmen auf der Chicago Automobile Show aus. Noch 1908 endete die Produktion.
Es bestanden keine Verbindungen zur Western Automobile Company aus Colorado und zur Western Automobile Company aus Washington. Weitere Hersteller von Personenkraftwagen mit diesem Markennamen waren Western Auto Parts Company und Western Carriage Works.

## Fahrzeuge
Im Angebot stand nur der 18/20 HP. Er hatte einen Ottomotor, der mit 18/20 PS angegeben war. Die Motorleistung wurde über ein Dreiganggetriebe an die Hinterachse übertragen. Der Aufbau war ein Roadster mit zwei Sitzen und zwei klappbaren Notsitzen.